# Judita Švábská
Judita Švábská (1133/1134? – 7. července 1191) z rodu Štaufů byla v letech 1150 až 1172 sňatkem durynskou lankraběnkou. Pokřtěna byla jako Judita, ale běžně byla zvaná Jutta nebo Guta. Někdy se užívala latinská forma Clementia, Claritia nebo Claricia.

## Život
Judita se narodila jako dcera Fridricha II. Švábského a jeho druhé manželky Anežky Saarbrückenské a byla tak nevlastní sestrou císaře Fridricha Barbarossy. Poprvé se objevila v dobových pramenech v roce 1150, po sňatku s Ludvíkem II. Durynským. Tento sňatek měl upevnit vztah mezi durynskou dyynastií a císařským rodem Štaufů a posílit císaře Barbarossu v jeho prudkém konfliktu s vévodou Jindřichem Lvem a rodem Welfů.
Když se v roce 1168 její manžel usmířil s Jindřichem Lvem, začala Judita se stavbou hradu Runneburg ve Weißensee. Sousední hrabata z Beichlingenu nesouhlasila a protestovala u císaře Barbarossy. Císař se však postavil za svou nevlastní sestru a námitky odmítl. Hrad Runneburg se nacházel na půli cesty mezi hradem Wartburg a hradem Neuenburg a stal se sídlem durynských lankrabat. Později během konfliktů mezi nejmocnějšími německými dynastiemi se strategicky umístěný hrad Runneburg stal jedním z nejdůležitějších hradů v této oblasti.
Judita přežila jak svého manžela, tak svého prvorozeného syna Ludvíka III. Zemřela 7. července 1191 a byla pohřbena v klášteře Reinhardsbrunn vedle svého manžela.
Její jméno je ve Weißensee stále všudypřítomné, což ukazuje, jak vysoké se za života těšila úctě.

## Manželství a potomci
V roce 1150 se asi sedmnáctiletá Judita provdala za Ludvíka II. Durynského, se kterým měla pět dětí:
- Ludvík III. Durynský (1151/1152–1190)
- Heřman I. Durynský (1155–1217)
- Jindřich Durynský (1155?–1217), hrabě z Gudensbergu
- Fridrich Durynský (1155?–1229), hrabě z Ziegenhainu
- Judita Durynská, provdána za hraběte Heřmana II. z Ravensbergu